# Tredje söndagen i fastan
Tredje söndagen i fastan (Oculi) är en söndag i fastan som ingår i kyrkoåret.

## Svenska kyrkan
Söndagens tema enligt 2003 års evangeliebok är Kampen mot ondskan. De bibeltexter som används för att belysa dagens tema är:
| Första årgången                                                           | Andra årgången                                                 | Tredje årgången                                                                      | Psaltarpsalm       |
| Första Samuelsboken 17:40–50 Efesierbrevet 5:1–9 Lukasevangeliet 11:14–26 | Jesaja 59:14–17 Efesierbrevet 6:10–18 Markusevangeliet 5:24–34 | Första Kungaboken 18:26–29, 36–39 Uppenbarelseboken 3:14–19 Markusevangeliet 9:14–32 | Psaltaren 25:12–22 |

### Fotnoter
1. ↑   Den svenska psalmboken med tillägg. Stockholm: Verbum. 2005. sid. 1361–1366. Libris ht7wjxh8f3k4gcqk. ISBN 978-91-526-5515-3